# Betriebsbahnhof Speising

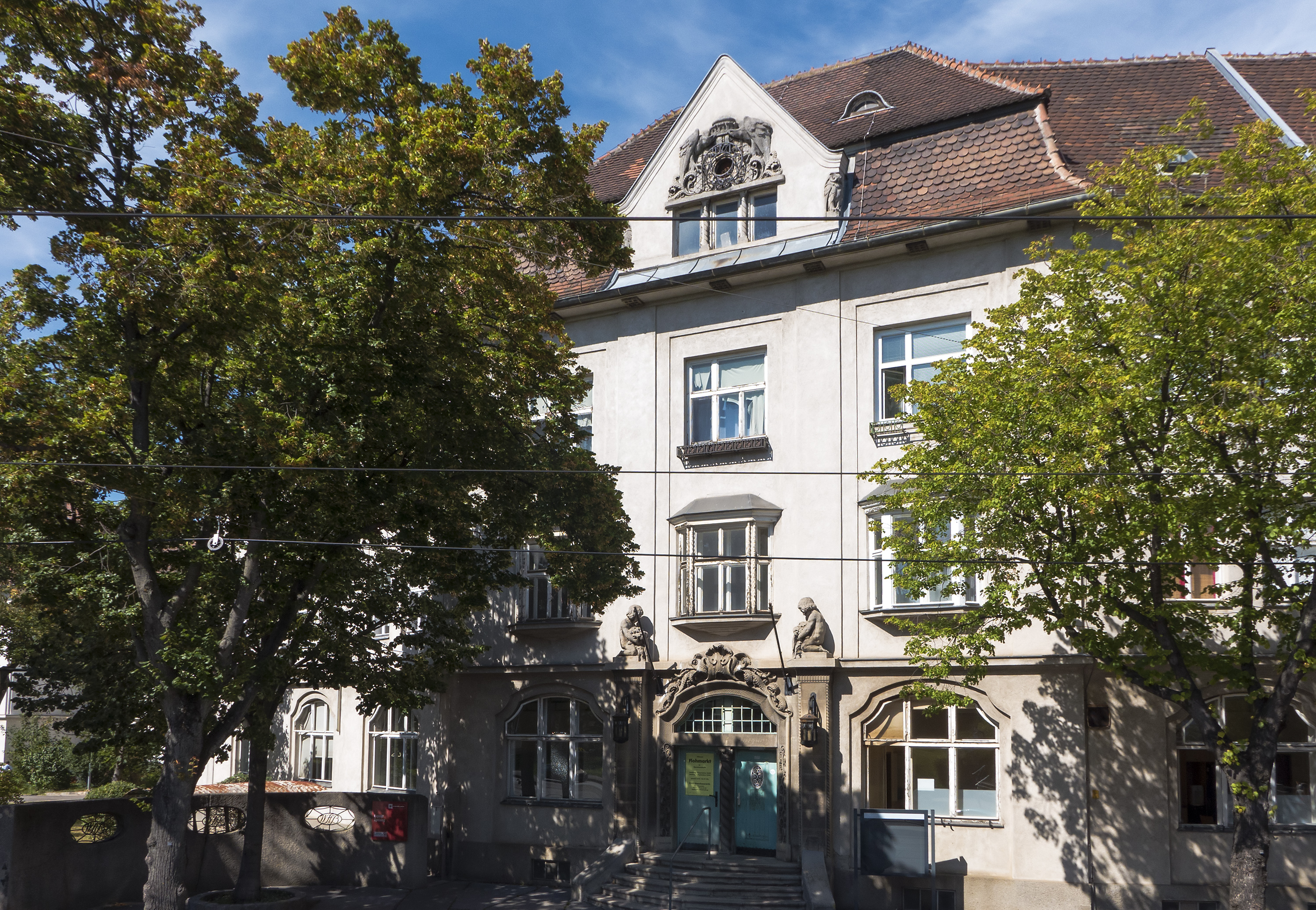
Betriebsbahnhof Speising, Hauptfront zur Hetzendorfer Straße

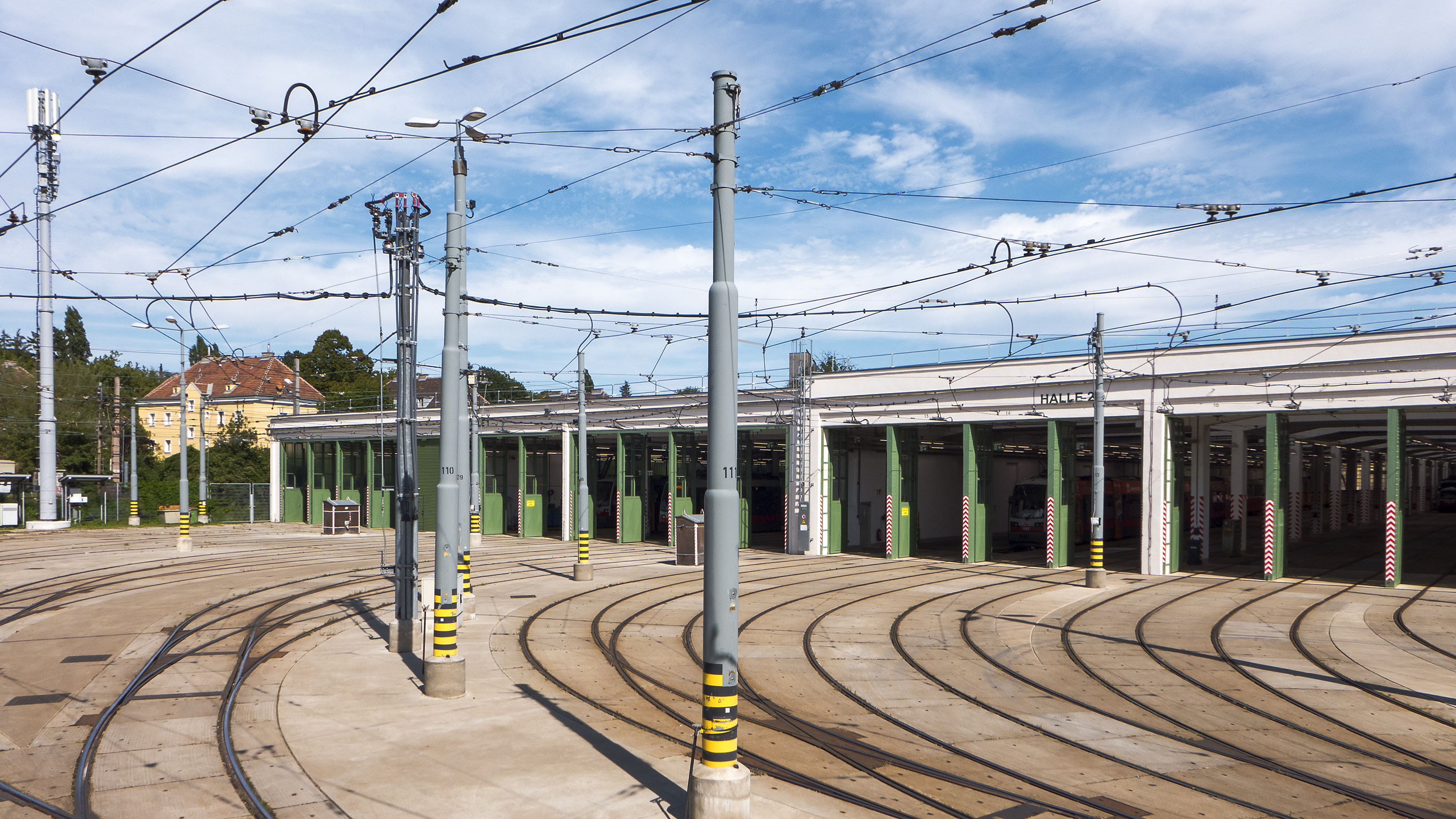
Betriebsbahnhof Speising, Remisen

Der Betriebsbahnhof Speising der Wiener Linien, der stadteigenen Verkehrsgesellschaft Wiens, befindet sich in der Hetzendorfer Straße Nr. 188 im Bezirksteil Speising des 13. Bezirks, Hietzing. Die Verwaltungsgebäude und Wohngebäude des Betriebsbahnhofes  stehen unter Denkmalschutz.

## Geschichte
Der Betriebsbahnhof in Speising wurde von 1912 bis 1915 nach den Plänen der Architekten Ferdinand Rakuschan, Julius Joly und Othmar Tichy erbaut. An der Einfriedung des Bahnhofs befindet sich ein Denkmal für Bedienstete, die in der nationalsozialistischen Diktatur ermordet worden sind: das Denkmal für die vom NS-Regime geköpften Hietzinger Straßenbahner.
Von 2004 bis 2014 befanden sich, nachdem in den Jahrzehnten zuvor bereits Museumsfahrzeuge hier abgestellt und für Sonderfahrten von hier aus eingesetzt worden waren, historische Straßenbahnfahrzeuge des  Verbandes der Eisenbahnfreunde (VEF) und des Wiener Tramwaymuseums im Betriebsbahnhof: Sie wurden in das Wiener Tramwaymuseum Museumsdepot Traiskirchen übersiedelt. Die Remisen wurden damit für die Stationierung von Ultra-Low-Floor-Fahrzeugen (ULF) freigemacht.

## Architektur

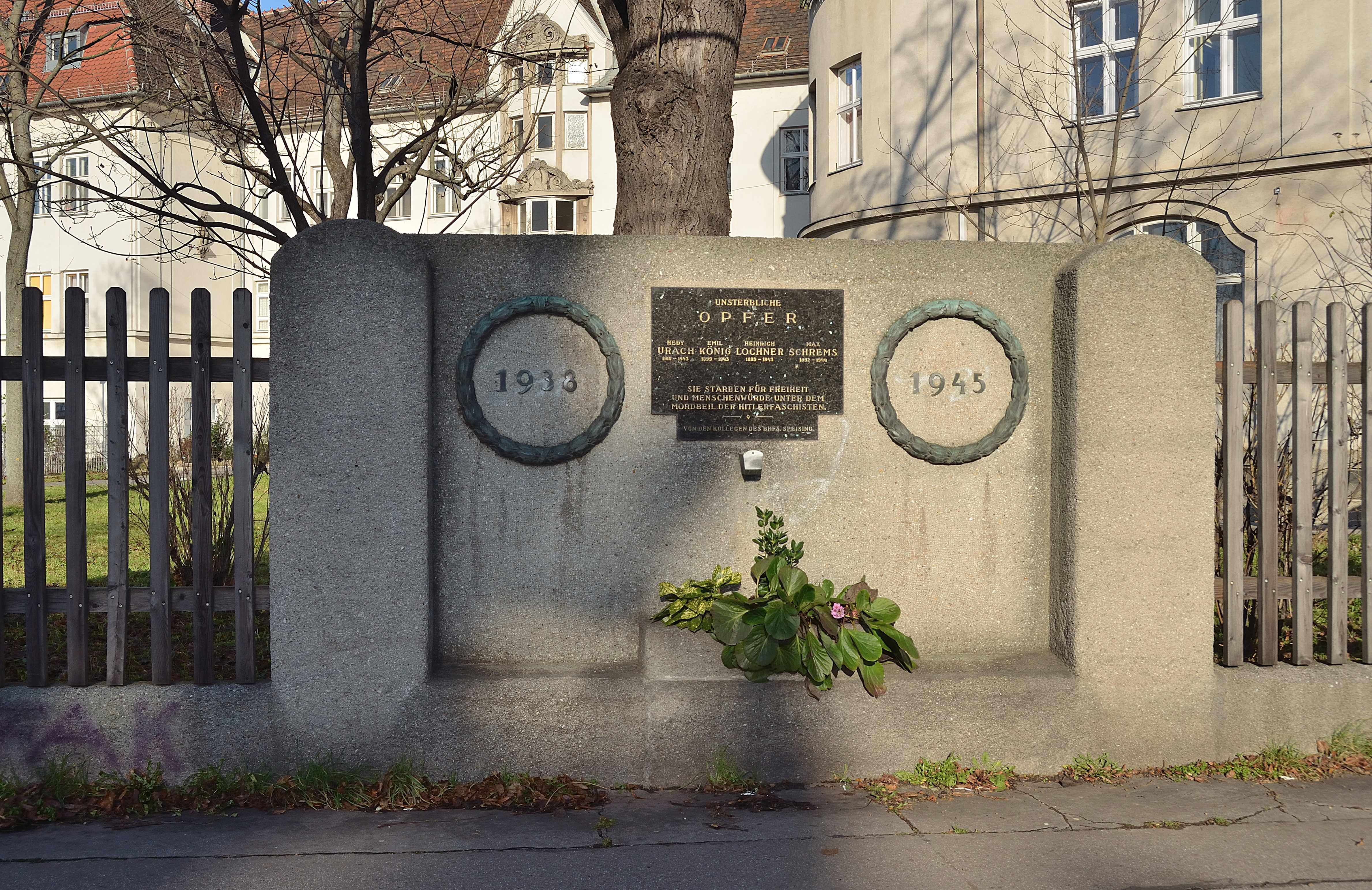
Gedenkstätte für die Opfer des Faschismus 1938–1945

Die dreigeschoßigen Verwaltungsgebäude zeigen sich in der Front zur Hetzendorfer Straße als große schlossartige symmetrische Anlage im Heimatstil. Die räumlich gestaffelte Fassade mit einer polygonalen Mittelfront hat stark vortretende Seitenrisalite. Am Hauptportal und an den Eingangs- und Stiegenhausachsen befindet sich an der Fassade figuraler und vegetabiler Kunststeindekor. In der straßenseitigen Grundstückseinfriedung ist ein eingeschoßiges Stöckl und ein offenes rundes Salettl integriert. In die Einfriedung wurde auch eine Gedenkstätte für Opfer des Faschismus 1938–1945 eingefügt (siehe oben).
An das Verwaltungsgebäude schließen nördlich flachgedeckte Remisenhallen an, welche teils nachträglich mit Betonkonstruktionen verstärkt wurden.